# Писарево (област Велико Търново)
 Тази статия е за селото в област Велико Търново.  За селото в област Шумен вижте Писарево (Област Шумен).  
Писарево е село в Северна България. То се намира в община Горна Оряховица, област Велико Търново. Релефът е предимно равнинен, в териториалните граници на селото преминава река Янтра.
Отстои на 12 км източно от град Горна Оряховица, а град Велико Търново на около 30 км.

## История
Първите данни за съществуването на селото датират от времето на Римската империя и управлението на император Траян. По това време, името му било “Язъжикьой” (Слепите юруци), тъй като от заселилите се тук турци, единият бил сляп. Първоначалното местоположение на селото е в местността "Лозица", където е имало Римска крепост, а селището е едно от най-старите в района. Името на селото се споменава в повестта на Цани Гинчев - "Ганчо Косерката". По време на Освобождението на България, римската крепост е съборена и върху основите й е построен женски манастир. В селото е дошъл българин на име Цоньо Цонкин - войвода, който  участвал с четата си в битката при с. Марян. След известно време се завръща отново в селото и запалва манастира. По-късно местоположението на селото се измества по поречието на левия бряг на река Янтра при воденицата. Поройни дъждове надигат реката и тя залива голяма част от къщите, намиращи се непосредствено до нея. Това е и причината за третото променяне на местоположението на селото. Името си селото взема от българин, който е бил писар и водел сметките на главният бей в местността “Геран”, като по това време не е имало нито училище, нито храм. Основният поминък на населението е земеделие, градинарство и животновъдство. През периода от 1900 г. до 1957 г. голяма част от младите мъже са работели като земеделци в Румъния, Австрия и Унгария.

## Население
Численост на населението според преброяванията през годините:
| \| Година на преброяване \| Численост \| \| --------------------- \| --------- \| \| 1934 \| 1156 \| \| 1946 \| 1338 \| \| 1956 \| 1344 \| \| 1965 \| 1258 \| \| 1975 \| 1203 \| \| 1985 \| 1081 \| \| 1992 \| 1116 \| \| 2001 \| 1097 \| \| 2011 \| 794 \| \| 2021 \| 430 \| |           |
| Година на преброяване | Численост |
| 1934 | 1156      |
| 1946 | 1338      |
| 1956 | 1344      |
| 1965 | 1258      |
| 1975 | 1203      |
| 1985 | 1081      |
| 1992 | 1116      |
| 2001 | 1097      |
| 2011 | 794       |
| 2021 | 430       |

### Етнически състав
Преброяване на населението през 2011 г.
Численост и дял на етническите групи според преброяването на населението през 2011 г.:
|                     | Численост | Дял (в %) |
| Общо                | 794       | 100.00    |
| Българи             | 224       | 28.21     |
| Турци               | 503       | 63.35     |
| Цигани              | 32        | 4.03      |
| Други               |           |           |
| Не се самоопределят |           |           |
| Неотговорили        | 23        | 2.89      |

## Религии
Преимуществено населението изповядва исляма. В селото 80 % от местното население са мюсюлмани.
Църквата "Свети Димитър" е построена през 1900 година. Преди нея е имало параклис носещ също името на Свети Димитър Солунски.

## Обществени институции
На територията на селото има детска градина, училище, читалище, ресторант и магазини. 
История на училището:
През 1867 г. по инициатива на българите придошли от балкана – Димитър Атанасов, Пеньо Петров, Иван Ганев, се поставя началото на училището в селото. Учениците се събирали в къщите на инициаторите и там се учели на четмо и писмо, като са нямали нито скамейки, нито столове. С такива се сдобиват през учебната 1868 – 1869 г. Пръв учител е бил хаджи Цоньо. След него е Никола, известен с прозвището “Куцият даскал”. През 1870 г. населението в селото нараства (700 – 800 души) и всички задружно се залавят да си построят Килия (училище). В периода 1874 – 1878 г. се посещава от много учители от околните села.
Като видели, че килията е вече неудобна за училище и по настояване на инспекцията през 1890 г. е построено начално училище, впоследствие разрушено от земетресение в Търновско (1913) през 1913 г. и е построено отново през 1915 г. Поради нарасналия брой население през 1930 г. е построено друго училище - прогимназия и през 1930 – 1931 г. са започнали първите занятия в нея.
След Девети септември 1944 г. в село Писарево е имало две функциониращи училища. Едното от от I до IV клас, а другото от V до VII клас.
Разрушителното земетресение от 07.12.1986г. в Стражица нанася сериозни щети по сградата и това принуждава в продължение на 8 години за училище да се ползва административната сграда на бившето ТКЗС.
На 12.09.1992г. започва строежа на друго – ново училище, завършено и тържествено открито на 08.12.1994г. с името ОУ "Отец Паисий"
Около 1900-та година в селото се заговаря и за читалище. Негови основатели стават действащите учители по това време в селото. Първоначално то се помещава в училището, а през 1905 г. вече има и собствена сграда. От самото създаване на читалището се сформира и театрална трупа, жънала големи успехи през годините. Една от най-успешните постановки е пиесата “Нонкината любов” (1959г.) по повест на писателят Ивайло Петров. В нея вземат участие Пенка Панева, Станка Димитрова, Стефан Богданов, Панайот Иванов и други.  Земетресението от 1986 г. прави сградата необитаема и трупата прекъсва своята дейност. Последната пиеса е “Болница на края на града”. В нея участие вземат: Любен Маринов, Марин Петков, Стефан Панайотов, Радка Славчева, Валентин Петров, Димитрана Янкова.
През 1956 г. учителката Бонка Панева събира жените на селото и сформира женска певческа група. Тя е и първият ръководител, а първата песен която групата разучава е “Завило сей вито хоро”. Мария Ганчева ушива носиите, с които жените излизат на сцена.
През 2007 г. със съдействието и организационните действия на кмета на селото – Стефан Панайотов, се прави основен ремонт на читалищната сграда. На 13 октомври 2007 г. тя е тържествено открита от тогавашния министър на културата – проф. Стефан Данаилов.
През 1956 година в селото е създадено ТКЗС „Победа“.
През 1996 г. се създава и пенсионерски клуб „Янтра“. Идеята за създаването му идва от Николинка Ганчева, която получава подкрепата на Стефан Панайотов и двамата се заемат със задачата да учредят и узаконят клуба.

## Транспорт
Близостта на селото до общинският център осигурява достъп до жп възел Горна Оряховица и международното летище в гр. Горна Оряховица. 

## Културни и природни забележителности
В центъра на селото е се намира селска чешма изградена през 1929 г.
Именно около нея ежегодно се провежда национален празник на автентичния фолклор "На мегдана". Целта на празника е да се съхраняват и популяризират българските народни традиции, обичаи и фолклорните песни. Фестивалът няма конкурсен характер, както и възрастови ограничения. Участниците и гостите на празника имат възможността да опитат традиционни гозби и да се насладят на кулинарните умения на писаровчани.
На 16.09.2023 г. около селската чешма в селото отново ще се проведе фолклорен празник.